# Jemielna
Jemielna (deutsch Gimmel) ist ein Dorf in Niederschlesien. Der Ort liegt in der Gmina Bierutów im Powiat Oleśnicki in der polnischen Woiwodschaft Niederschlesien.

## Geographie

### Geographische Lage
Das Angerdorf Jemielna liegt elf Kilometer nördlich des Gemeindesitzes Bierutów (Bernstadt an der Weide), 16 Kilometer östlich der Kreisstadt Oleśnica (Oels) und 53 Kilometer östlich der Woiwodschaftshauptstadt Breslau. Der Ort liegt in der Nizina Śląska (Schlesische Tiefebene) innerhalb der Równina Oleśnicka (Oelser Ebene).

### Nachbarorte
Nachbarorte von Jemielna sind im Nordwesten Poniatowice (Pontwitz), im Nordosten Osada Leśna (Waldgarten), im Südosten Lipka (Schönau) und im Südwesten Stronia (Stronn).

## Geschichte
Die Ortschaft wurde als Gemelno im Jahr 1218 erstmals erwähnt. Unter dem späteren Namen Gimmel erwähnte man sie zum ersten Mal in einem Dokument des Herzogs Heinrich III. von Breslau im Jahr 1266. 
1651 wurde eine Kirche im Ort errichtet. Nach dem Ersten Schlesischen Krieg 1742 fiel Gimmel zusammen mit dem größten Teil Schlesiens an Preußen.
Am längsten war Gimmel als Gut im Besitz der Familie von Dyhrn, die auch die benachbarten Güter Ostrowine, Pontwitz, Schwierse und Stronn besaß. Ein kleinerer Teil der Herrschaft Gimmel gehörte noch bis 1808 der Familie von Prittwitz und wurde danach an die Grafen Dyhrn verkauft. Bis 1813 war der Besitzer des Gutes und des zugehörigen Vorwerkes Obrath der preußische Diplomat Graf Wilhelm von Dyhrn. Gimmel wurde seinem 13-jährigen Sohn Alexander Carl vererbt, da dieser aber noch minderjährig war, übernahm die Herrschaft seine Mutter Alba Gräfin Dyhrn, die aus Pommern stammte und dort auch zahlreiche Güter im Besitz gehabt hat. Alba von Dyhrn war die Schwester des Matthias von Köller und die Tante des preußischen Innenministers Ernst von Köller. Nach der Neugliederung Preußens gehörte die Landgemeinde Gimmel ab 1815 zur Provinz Schlesien und war ab 1816 dem Landkreis Oels eingegliedert. 
Nach dem Jahr 1850, als die gimmel’schen Dyhrns dauerhaft in England lebten, war Gimmel an die Richthofen und die Marwitz verpachtet, später aber auch an den Bergbau-Industriellen Anton Johann Klausa, der einen Teil des Gutes auch gekauft hat. Sein Erbe und der nächste Pächter war sein Sohn Theodor und nach ihm Herr Wilhelm Lübbert, der auf Gimmel 1900 starb. Am Anfang war Lübbert dort als gräflicher Gutsverwalter beschäftigt, nach ein paar Jahren kaufte er aber das ganze Gut von den Grafen. Seine Frau Klara (geb. von Hülsen) verkaufte Gimmel 1905 an den Industriellen Karl Trettau aus Wilhelmsburg. Dessen Sohn Waldemar Trettau war der letzte deutsche Besitzer des Gutes, das damals rund 650 ha umfasste. 1874 wurde der Amtsbezirk Stronn gegründet, welcher die Landgemeinden Gimmel, Nauke, Neuvorwerk, Stronn und Wabnitz und die Gutsbezirke Gimmel, Nauke, Neuvorwerk, Stronn und Wabnitz umfasste. 1885 zählte der Ort 526 Einwohner.
1933 zählte der Ort 505, 1939 wiederum 475 Einwohner. Bis 1945 befand sich der Ort im Landkreis Oels.
Als Folge des Zweiten Weltkriegs fiel Gimmel wie fast ganz Schlesien 1945 an Polen, wurde in Jemielna umbenannt und der Woiwodschaft Breslau angegliedert. Die deutsche Bevölkerung wurde, soweit sie nicht vorher geflohen war, weitgehend vertrieben. Die neu angesiedelten Bewohner waren zum Teil Heimatvertriebene aus Ostpolen. 1999 kam der Ort zum Powiat Oleśnicki in der Woiwodschaft Niederschlesien.

## Sehenswürdigkeiten
- Die römisch-katholische Kirche Unserer Lieben Frau vom Rosenkranz (poln. Kościół Matki Bożej Różańcowej) war ursprünglich eine gotische Saalkirche. 1651 und 1704 wurde sie zu ihrer heutigen Form umgebaut. Sie enthält Teile eines Renaissance-Altars, eine Kanzel aus der Spätrenaissance und einen barocken Orgelprospekt. Dazu kommen Grabsteintafeln aus dem 16. und 17. Jahrhundert. Bis 1945 diente die Kirche als evangelisches Gotteshaus.[5][6]

## Verkehr
Jemielna hatte einen Bahnhof an der Bahnstrecke Herby–Oleśnica.

## Söhne und Töchter des Ortes
- Anton Ulrich von Dyhrn und Schönau (1706–1768), Hofmarschall des Fürstentum Oels

## Sonstiges
- Alexander Carl von Dyhrns Frau Emilie, später die Frau des Gustav Freytag, lebte von 1826 bis 1846 auf dem Schloss Gimmel, das heute nicht mehr existiert.